# Adolphe-Félix Cals
Adolphe-Félix Cals (París, 17 de octubre de 1810-Honfleur, 3 de octubre de 1880) fue un pintor francés. Nacido en una familia obrera de la capital francesa, empezó a formarse como grabador desde los doce años. Posteriormente, recibió también enseñanza de dibujo y modelado. En 1828 ingresó en la Escuela de Bellas Artes francesa donde estudió pintura con Léon Cogniet. Entre 1835 y 1848 expuso sus cuadros en el Salón de París, la exposición oficial organizada por la Academia de Bellas Artes, aunque su trabajo no llamó la atención. Posteriormente emprendió una serie de viajes por diversas ciudades de provincia francesas, hasta que en 1858 se estableció en la casa señorial de su mecenas, el conde Armand Doria, en Orrouy, en la Picardía. A partir de 1871 vivió entre París y Honfleur, en la desembocadura del Sena, que había atraído la atención de varios paisajistas precursores del impresionismo, como Eugène Boudin o Johan Barthold Jongkind. 

## Trayectoria

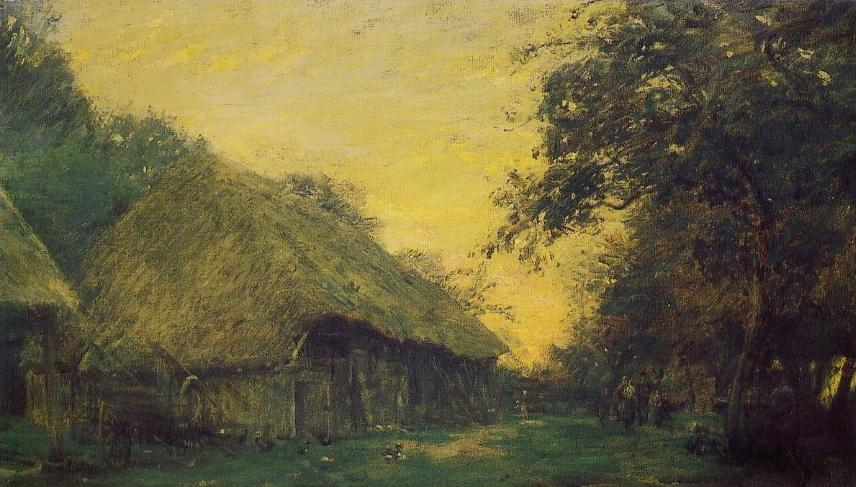
Puesta de sol en Honfleur (Soleil couchant à Honfleur, 1875, Orsay).

De origen modesto y con una salud frágil, sus padres lo pusieron como aprendiz con el grabador Jean-Louis Anselin y, a su muerte en 1823, se unió a Nicolás Ponce y, finalmente, a Jean Bosq, quien le enseñó el grabado a buril. Posteriormente derivó hacia la pintura en el estudio de Léon Cogniet en 1828. Este era un pintor neoclásico, que no apreciaba las nuevas tendencias afines a Corot y lo que sería la Escuela de Barbizon. Cals permaneció en tensas relaciones con él por un corto tiempo y después abandonó el estudio. A partir de 1835 expone regularmente en el Salón, retratos y paisajes. Antes de 1841 se casa con Ermance Canelle de Provisy, a quien había conocido en el estudio de Léon Cogniet, y de quien hizo varios retratos (óleos, dibujos). Después tendrán una hija, Marie.  
En 1860, el comerciante de arte de la rue Laffitte, Pierre-Firmin Martin, conocido como el "Padre Martin", aprecia su pintura y Cals realiza retratos de Martin y su esposa. Entonces comienza otro período de su carrera. Martin vende algunos de sus cuadros y le presenta al Conde Doria, quien le invita a su castillo en Orrouy. De 1869 a 1870, pinta paisajes, interiores, estudios y retratos adquiridos por los amigos del conde. 
Fue a Cals a quien los amigos de Johan Barthold Jongkind confiaron el dinero que recaudaron para traer a París a este pintor holandés, cuando no tenía ni un centavo y estaba sumido en el alcoholismo. 
En 1863 expuso en el Salon des Refusés junto a Claude Monet, Edgar Degas y Camille Pissarro. Este Salón recogía las obras de aquellos pintores que habían sido rechazados por el jurado del Salón oficial, especialmente estricto ese año. Influenciado por Jean-Baptiste Camille Corot y Jongkind, trabajó en tonos más grises, acercándose a los impresionistas sin adoptar sin embargo su técnica, ni ese “malva-violeta con el que ciertos pintores inundan sus cuadros” apunta Victor Jannesson, en un ensayo sobre Cals fechado en 1913.
De 1868 a 1870 expuso en el Salón. Dividido entre París y Honfleur desde 1871, decidió finalmente establecerse, en 1873, en este puerto normando donde se alojaron numerosos pintores. Amigo de Jongkind, frecuentó a los pintores residentes en la granja de Saint-Siméon e incluso pintó la granja al natural. Instalado con su hija Marie en Honfleur durante los últimos diez años de su vida, Cals pintó el puerto y el mar con una forma de pintura seria, fuerte y muy humana. El alma de los modelos brilla en sus retratos extremadamente sensibles. Por ello se le considera miembro de la Escuela de Honfleur.
A través de su relación con Claude Monet y por invitación suya participó en las cuatro primeras exposiciones impresionistas que los miembros de esta corriente organizaron en París, en 1874, 1876, 1877 y 1879.
Es mayor que esta nueva generación de pintores, y algunos, como Georges Pillement, lo han considerado, desde hace varias décadas, como uno de los precursores del impresionismo.
También pintó mucho en Montmartre donde pudo haber tenido un estudio entre 1845 y 1859. En 1853 tenía su domicilio en el número 6 bis de la rue Saint-Jean. Mientras vivía en Honfleur, mantuvo su apartamento en el Boulevard de Rochechouart en París.
Cals fue sobre todo un paisajista, influido por la manera de Camille Corot y la corriente de paisajismo realista que se estaba desarrollando en Francia en esos años, con pintores como Millet y los demás miembros de la Escuela de Barbizon. Se le suele considerar como uno de los precursores más directos de los impresionistas, con quienes expuso hacia el final de su vida.
Está enterrado en el cementerio de Sainte-Catherine en Honfleur.